# Столбище (Орловская область)
Столби́ще — село в Дмитровском районе Орловской области. Входит в состав Столбищенского сельского поселения.

## География
Расположено на северо-востоке Дмитровского района, в 13 км к северо-востоку от Дмитровска в верховье реки Неруссы. Высота над уровнем моря — 224 м. К северо-востоку от села расположено урочище Телячье.

## Этимология
Село расположено по обеим сторонам безымянного оврага и в древности его можно было заметить, подъехав к нему не дальше, чем на версту. В пяти верстах от Столбища проходила «Свиная дорога», которую часто использовали крымские татары во время набегов на русские земли. Недалеко от села сохранился и «Свиной» родник ключевой воды. Жители Столбища скрывались во время татарских набегов в овраге, но неприятели всё-таки находили их, а они защищались кольями — «столбами били». Отсюда произошло название села.

## История
Село возникло не позднее 2-й половины XVI века. В то время местные земли были окраиной Московского государства и здесь часто селились преступники и беглые крепостные крестьяне. Уже в начале XVII века в Столбище действовал деревянный православный храм, освящённый в честь преподобного Сергия Радонежского. К приходу данного храма были приписаны также жители соседней деревни Дудинки. В XVII—XVIII веках Столбище входило в состав Глодневского стана Комарицкой волости.
На протяжении XVIII века селом владели дворяне Кантемиры, Трубецкие, Безбородко. Так, в 1763 году за Кантемирами здесь числилось 257 душ мужского пола, за Трубецкими — 90. В 1797 году за Безбородко числилось 136 душ мужского пола, за Трубецкими — 106. В 1778 году Столбище вошло в состав Луганского уезда Орловского наместничества. В 1787—1801 годах село входило в состав Севского уезда, затем — Дмитровского.
В 1866 году в бывшем владельческом селе Столбище было 73 двора, проживало 1011 человек (508 мужского пола и 503 женского), действовал православный храм и 5 маслобоен. Во 2-й половине XIX века село входило в состав Гнездиловской волости Дмитровского уезда. В 1875 году в Столбище была открыта школа. По состоянию на 1877 год в селе было 130 дворов, проживало 986 человек, действовали православный храм, школа, лавка, 25-го сентября устраивался торжок.
По описанию начала XX века с внешней стороны Столбище было непривлекательным: «видны кучки без всякого плана разбросанных почерневших крытых соломой хат, на краю не обсаженное деревьями кладбище с покосившимися и поломанными крестами. Только и радует взор зелёная церковь среди села». Населяли село исключительно крестьяне, бывшие в крепостной зависимости. При выходе на волю они получили маленькие участки малоудобренной земли, которой не дорожили, бесхозяйственно к ней относились и поэтому бедствовали. Общественная земля подлежала ежегодному переделу между личными хозяйствами: каждый хозяин, получивший получивший ту или иную полосу земли только на один год, не старался её выравнить или удобрить, зная, что на следующий год она попадёт другому хозяину. Поэтому крестьяне-мужчины старались иметь заработок на стороне; преимущественно с апреля по октябрь ежегодно они отправлялись в южные города России и там находили себе сельскохозяйственные, строительные или фабричные работы. Зимой они занимались подвозкой по найму лесных материалов или дров. Без надлежащего присмотра земля всё более разрывалась весенними и дождевыми потоками; в глинистом или песчаном грунте из образованной на скате небольшой канавки быстро образовывался овраг. Все овраги занимали примерно 10 % земли столбищенцев. Образование оврагов прежде задерживали рощи и кустарники, но к началу XX века всякие древесные насаждения вырублены на топливо. Не встречая препятствия вода всё больше разрывала овраги, вынося из них ил, и заполняла им луга.
В начале XX века в селе действовали 2 земских училища.
В начале XX века из-за роста численности населения и недостатка земли в селе часть жителей Столбища выселилась в посёлки: Каретниковский, Копытовский, Костобобровка и другие.
В 1920-е годы село стало административным центром Столбищенского сельсовета Дмитровского района. В 1937 году в Столбище был 161 двор.

## Население
| 1853 | 1866  | 1877 | 1897  | 1926 | 1979 | 2002 |
| ---- | ----- | ---- | ----- | ---- | ---- | ---- |
| 978  | ↗1011 | ↘986 | ↗1211 | ↘433 | ↘255 | ↘233 |
| 2010 |       |      |       |      |      |      |
| ↘183 |       |      |       |      |      |      |

## Религия
Православный храм, освящённый в честь преподобного Сергия Радонежского существовал в селе, как минимум, с начала XVII века. Деревянное здание храма около 1800 года было разобрано и продано в соседнее село Обратеево. Новое, более просторное, деревянное здание церкви было куплено в 1800 году в Севске, на городке, перевезено в Столбище и освящено также в честь Сергия Радонежского. В церкви был устроен предел в честь Знаменской иконы Божией Матери — с таким названием этот храм действовал в Севске. К зданию церкви был подведён фундамент из дикого камня и исправлена колокольня. В храме находился старинный 5-ярусный иконостас, в котором прихожанами особо чтились иконы скорбящей Божией Матери и Святой Великомученицы Прасковьи. Храм располагался на пригорке и был обнесён деревянной оградой, подъезд к нему был крутым. От причтовых построек здание отделялось глубоким оврагом. Причт состоял из священника и псаломщика. В советское время храм был закрыт.
В 2009 году в 6 км к северо-востоку от села была построена деревянная часовня, освящённая в честь Троицы Живоначальной. Ансамбль включает в себя деревянную часовню, павильона с колодцем и купелью со Святым источником. Эти постройки были установлены по инициативе и на средства депутата Орловского областного совета народных депутатов Сергея Потёмкина. Часовня была освящена настоятелем храма Димитрия Солунского города Дмитровска отцом Валерием.